# Pietro Lavagnolo
Pietro Lavagnolo (Udine, 25 febbraio 1835 – Pettoranello del Molise, 17 ottobre 1860) è stato un patriota e militare italiano.

## Biografia
Pietro Lavagnolo, prese parte alla spedizione dei mille aggregandosi con contingenti secondari, prode della battaglia del Volturno di cui Garibaldi scrisse «parte preziosa del nostro sangue versato per la causa italiana». Morì nella battaglia di Pettorano. Lavagnolo fu sepolto nella chiesa di Pettoranello e insignito di medaglia di argento al valor militare.